# Борис Марков (Чувашия)
Вижте пояснителната страница за други личности с името Борис Марков.
Борис Семьонович Марков (7 март 1924, с. Ходяково, Чувашия – 25 март 1977, Москва) e чувашки актьор, руски оперен режисьор и музикален педагог, съветски политик.
Награден е с орден на СССР, носител е на почетни звания на РСФСР и Чувашката АССР, лауреат е на държавна награда на Чувашката АССР. Депутат е във Върховния съвет на СССР (1962 – 1966).

## Биография
Детските си и младежки години прекарва в село Ходяково, Аликовски район, Чувашка АССР.
Завършва училището в с. Таутово, Аликовски район, а след това – Чебоксарския педагогически техникум; преподава в родното училище.
На фронтовете на Великата отечествена война воюва в артилерията.
Учи в Чувашката студия на Дължавния институт за театрално изкуство (ГИТИс / ГИТИС; днес Руски институт за театрално изкуство) под ръководството на М. М. Тарханов.
През 1947 – 1954 г. изпълнява главните роли в постановки на сцената на Чувашкия академичен театър „К. В. Иванов“.
За приноса му към изкуството е удостоен със званието „Народен артист на Чувашката АССР“ (1961).
През 1959 г. завършва ГИТИС със специалност „музикален режисьор“. Поканен е за главен директор на Чувашкия музикален театър (в състава на Музикално-драматичния театър), открива студии за вокали и за балет.
В периода 1967 – 1972 г. поставя представления в Болшой театър на сцената на Кремълския дворец на конгресите; изнася лекции в ГИТИС, където става доцент.
Автор е на 2 книги («Рождение музыкального театра Чувашии», «Мой театр») и повече от 40 статии по изкуство.
От 1966 г. е началник на Управлението на оперните театри на Русия в Министерството на културата на РСФСР, член на колегията на Министерството.
Избран е за депутат (от Чувашката АССР) в Съвета на националностите на Върховния съвет на СССР от 6-о свикване (1962 – 1966); член на Чувашкия областен комитет и на Чебоксарския градски комитет на КПСС.
Член е на Съветския комитет за защита на мира.
Погребан е в Мемориалното гробище на град Чебоксари.

## Награди
- Заслужил артист на Чувашката АССР (1953)
- Народен артист на Чувашката АССР (1961)
- Почетен деятел на изкуството на РСФСР (1967)
- Народен артист на РСФСР (1974)
- Държавна награда „К. В. Иванов“ на Чувашката АССР (1969)
- орден „Почетен знак“ (СССР) – за неуморен и ползотворен принос в развитието на изкуството

## Памет
Името на Б. С. Марков носят училището в с. Таутово, Аликовски район (2010) и улица в Чебоксари.